# Regione di Kaffrine
La regione di Kaffrine è una regione amministrativa del Senegal, con capoluogo Kaffrine.

## Suddivisioni
La regione è divisa in: 4 dipartimenti (elencati), 9 arrondissement e 5 comuni.
|  | - Birkelane - Kaffrine - Koungheul - Malem-Hodar |